# Офис (телесериал, Великобритания)
«Офис» (англ. The Office) — британский комедийный телесериал, выходивший на канале BBC Two, затем на BBC One с 9 июля 2001 по 27 декабря 2003 года и завоевавший «Золотой Глобус» в 2004 году в номинации Лучший телесериал — комедия или мюзикл. Написан и снят Рики Джервейсом и Стивеном Мерчантом. Джервейс также сыграл главную роль — начальника офиса, Дэвида Брента.
В «Офисе» рассказывается о повседневной жизни сотрудников регионального отдела бумажной компании Wernham Hogg в Слау. Сериал снят в жанре псевдодокументалистики, так называемом мокьюментари, и выполнен в виде репортажа из типичного провинциального офиса.
Было отснято два сезона по шесть эпизодов, а также два Рождественских выпуска. Несмотря на низкие рейтинги первых серий, впоследствии «Офис» стал одним из самых успешно продаваемых британских сериалов. Помимо показов сериала на BBC Worldwide (каналы BBC Prime в Европе, BBC America и BBC Canada) права на трансляцию были проданы на телеканалы более чем 80 стран, включая австралийский ABC1, канадский The Comedy Network, новозеландский TVNZ и общеазиатский спутниковый канал STAR World, базирующийся в Гонконге. В США сериал также транслировался в ночном блоке телеканала Cartoon Network — Adult Swim — начиная с 18 сентября 2009 года.
По многим темам, затронутым сатирой «Офиса», сериал перекликается с более поздней работой Джервейса и Мёрчанта — сериалом «Массовка»: это тривиальность человеческого поведения, бестактность, высокомерие, заносчивость, неумение вести себя в обществе, разочарование в жизни, отношение к славе и успеху
Было создано также большое количество адаптаций Офиса в разных странах. В мае 2004-го была снята французская версия «Офиса» — Le Bureau. В Германии сериал под названием Stromberg вышел в октябре 2004-го и во многом пересекался с британским оригиналом, хотя изначально создатели не говорили об источнике идеи сериала, и права на адаптацию не были куплены. В ноябре 2004-го бразильский канал Глобу выпустил сериал Os Aspones, рассказывающий о работе бразильских госслужащих, копирующий формат «Офиса». Американская версия вышла на NBC 24 марта 2005 года. Ещё одна адаптация — Квебекский сериал La Job, вышел на экраны в январе 2007-го. Чилийский сериал La Ofis выходил на Canal 13 в 2008-м году. 10 августа 2010 в Израиле стартовала местная версия «Офиса». Премьера шведской версии сериала Kontoret состоялась в 2012 году.
В январе 2023 года в Саудовской Аравии стартовала местная версия «Офиса».

## Общие сведения
Действие происходит в филиале бумажной компании Wernham Hogg в городе Слау в Англии. Слау — это городок, увековеченный поэтом Джоном Бетчеманом в стихотворении «Слау» («Come, friendly bombs and fall on Slough/It isn’t fit for humans now…»), которое он написал в протест постройке нового города с 850 заводами на живописном деревенском месте. В сериале нет закадрового смеха, в частности, из-за жанра сериала — mockumentary, юмористической псевдодокументалистики, который разрабатывался как раз в то время, когда в Великобритании были популярны такие документальные проекты, как «Аэропорт» и «A Life of Grime» (конец 90-х).
Офисом руководит региональный менеджер Дэвид Брент (Джервейс) и его помощник — Гарет Кинен (Макензи Крук), по совместительству лейтенант в Территориальной армии Соединенного королевства (резервные войска). Большой комедийный эффект достигается игрой Джервейса, который изображает босса, пытающегося наладить контакт с подчиненными, но практически каждая попытка оканчивается позором для Брента. Такие недостатки Брента, как неудачные шутки, неосознанные расистские и сексистские высказывания, а также мелкая ложь и несоответствие слов реальному положению вещей, удачно используются в комических целях.
Ещё одна очень важная сюжетная линия — это отношения скромного Тима Кантербери (Мартин Фриман) и скучающей секретарши Доун Тинзли (Люси Дэйвис). Любовную линию Доун и Тима в интервью к 10-летию Офиса создатели назвали «сердцем сериала». Их легкий флирт постепенно перерастает в большую взаимную симпатию, несмотря на то, что Доун уже помолвлена с грубым складским рабочим — Ли (Joel Beckett).
11 августа 2009 года было объявлено о том, что актёрский состав заново соберут вместе, чтобы снять ретроспективу «Ночь в офисе», которую можно будет посмотреть на BBC Two и в интернете

## Герои

### Главные герои
Все сюжетные линии сериала разворачиваются вокруг четырёх главных персонажей — Дэвида, Тима, Гарета и Доун.

#### Дэвид Брент
Дэвид Брент (Рики Джервейс) — региональный менеджер компании Wernham Hogg в городе Слау. Он считает себя успешным бизнесменом, который играет по своим правилам и всегда выигрывает, а также очень разносторонним человеком, талантливым в философии и музыке, с отличным чувством юмора. Верит в то, что он — душа любой компании, хотя на самом деле мелочен, лжив и высокомерен. Неадекватность его поведения всплывает наружу, когда он, расхаживая по офису, рассказывает несмешные анекдоты, разыгрывает разные эмоции на камеру и ставит в неловкое положение подчиненных, вынужденных терпеть все причуды своего босса. Несмотря на все уверения в собственной политкорректности, занятый игрой в доброго босса, не замечает оскорбительности и неуместности своего «отеческого» подтрунивания. В редких случаях, когда ему прямо указывают на его поведение, оскорбляется, оставаясь при своем мнении.

#### Тим Кантербери
Тим Кантербери (Мартин Фриман) — торговый представитель в Wernham Hogg. В противовес Бренту, Тим скромный и милый парень. Благодаря своему остроумию и незлобливости, Тим выглядит одним из самых положительных персонажей сериала. Тем не менее, он совершенно не доволен своей жизнью, так как в 30 лет живёт с родителями и выполняет совершенно бессмысленную, по его мнению, работу. Чтобы хоть как-то скрасить рабочее время, он, вместе с секретаршей Доун Тинзли, постоянно разыгрывает своего соседа по рабочему столу — Гаррета Кинена. Хочет бросить работу и изучать психологию, но не делает этого, отчасти из-за своей нерешительности, отчасти — из-за неясности в отношениях с Доун, взаимная симпатия с которой на протяжении двух сезонов никак не может перерасти в настоящий роман. В конце второго сезона ему предлагают временно занять место босса, освободившееся после ухода Брента, но Тим уступает его Гарету, что не мешает ему издеваться над Гаретом, даже находясь у него в подчинении.

#### Гарет Кинен
Гарет Кинен (Макензи Крук) — глуповатый сосед Тима по рабочему столу и его заклятый враг. В отличие от Тима, Гарет лишен чувства юмора, а также слишком педантичен и высокомерен, несмотря на невыразительную внешность и отсутствие каких-либо успехов в жизни. Гарет — лейтенант Британской Территориальной армии (резервные войска Британской армии), что в его устах постоянно становится поводом для гордости и подспорьем для завышенной самооценки. Постоянно раздражает Тима своими претенциозными и бессмысленными комментариями. Гордится тем, что он «тим-лидер», не понимая, что этот «титул» — всего лишь формальность. Как и Брент, он заносчив и не всегда понимает, как к нему относятся окружающие. Этим пользуются Тим и Доун, играя на его честолюбии, и задавая ему вопросы о его службе таким образом, чтобы он говорил о своих гомосексуальных предпочтениях, сам того не подозревая. Хвастается тем, что близко общается с Брентом, хотя знает, что тот его ни во что не ставит. Позже мстит Бренту за это, оказавшись на его должности, не стесняясь унижать его и говорить всю правду в лицо.

#### Доун Тинзли
Доун Тинзли (Люси Дэвис) — секретарша в Wernham Hogg, помогает Бренту в разной черновой работе. Доун приходится постоянно терпеть поведение босса и подыгрывать ему в его потугах смешно пошутить. Как и Тим, Доун недовольна своей жизнью. Она неплохо рисует, но смирилась с мыслью, что её мечта стать иллюстратором вряд ли сбудется, и продолжает работать секретаршей, надеясь со временем получить повышение. Давно и несчастливо помолвлена с Ли, рабочим со склада, но убеждает себя, что отношения с Тимом не могут перерасти во что-то серьёзное. В Рождественском выпуске они вместе с Ли возвращаются из США после того, как прожили там в качестве гостей больше положенного по закону срока. В последней серии, осознав свои чувства и бросив Ли, возвращается на Рождественскую вечеринку к Тиму.

### Второстепенные герои
Кит Бишоп (Большой Кит) (Ewen MacIntosh): работает в отделе по работе с клиентами. Медленно разговаривает, никогда не выражает никаких эмоций, имеет экзему на ноге, мечтает стать диджеем и на всех вечеринках стоит за пультом. Один из запоминающихся элементов в сериале — его разговоры с Доун и Тимом в комнате для отдыха, и совершенно неуместные советы, которые он «бесплатно» раздаёт. Смотрит британский медицинский сериал Peak Practise, даже если серия — «хренов повтор».
Крис Финч (Финчи) (Ральф Айнесон): «Чертовски хороший» выездной торговый представитель, по сути, единственный жестокий персонаж в сериале. До нахальства самоуверенный сексист, со скрежещущим голосом и настоящим талантом унизить любого человека быстрым, едким замечанием или шуткой. Часто объектом его выходок становится сам Брент. В любом разговоре старается быть в центре внимания, легко добивается женщин. Тем не менее, проиграв в викторине (в первом сезоне), ведёт себя жалко, не может с юмором перенести поражение, и в итоге викторина заканчивается абсурдной победой команды Брента и Финчи. Дэвид говорит, что Финчи — его «лучший друг», но ведёт себя с Финчи больше как подхалим, смеясь над всеми его шутками и утрированно акцентируя на них внимание собеседников. Финчи отвечает ему пренебрежением.
Дженифер Тэйлор-Кларк (Stirling Gallacher) прямой начальник Дэвида в первом сезоне, которой он дал прозвище «Камилла Паркер-Боулз». Дженнифер — профессионал с серьёзным подходом к делу, на контрасте с которым поведение Дэвида и его стиль управления выглядит не приносящим никакой пользы ребячеством. В конце первого сезона была сделана партнером в Wernham Hogg и на протяжении второго сезона несколько раз делает выговор Бренту за неуместное поведение. В последней серии поддерживает решение Нила уволить Дэвида по сокращению.
Ли (Joel Beckett): Жених Доун, работающий на складе. Они познакомились в школе, и с того времени встречаются. Вряд ли можно считать Ли отрицательным героем, хотя он не обладает чувством юмора, абсолютно неромантичен, скуп и пренебрежительно относится к идее Доун стать иллюстратором. Предложение Доун он сделал, опубликовав заметку в газете, состоящую из четырёх слов: «Ли люблю Доун, женитьба?», сэкономив, видимо, потому что платить нужно было за каждое слово. Из первых серий понятно, что Доун остаётся с ним скорее из-за страха одиночества, чем из-за любви. Ли не только выглядит более надёжным, но и более внушительным и крепким, чем Тим, который его слегка побаивается.
Глинн, он же 'Таффи' (David Schaal): Женоненавистник и сексист, менеджер на складе и начальник Ли, показанный совершенно бездеятельным и относящимся неуважительно ко всем, кто работает не на складе, особенно к менеджерам.
Малькольм (Robin Hooper): Самый старший из персонала, больше всех беспокоится о сокращениях и постоянно выясняет у Дэвида, насколько тот владеет ситуацией, критикует его за несерьёзное отношение ко всему происходящему, плохой менеджмент, а также за некоторые инциденты, когда, например, Дэвид нанял персональную секретаршу, в то время как в офисе планировались сокращения. Когда Дэвид уверяет каждого, что тот не останется без работы, он останавливается как раз перед Малькольмом. Когда Дэвид хвастается, что пожертвовал своим повышением ради сохранения рабочих мест в офисе, именно Малькольм вынуждает его косвенно признать, что на самом деле Дэвид не прошёл медицинский тест. Малькольм не появляется во втором сезоне, возможно, из-за того, что был уволен по сокращению.
Рики (Оливер Крис): Представлен как временный сотрудник, только что закончивший бакалавриат с отличием. Больше всего о нём говорится в 3-й серии первого сезона «Викторина», в которой он объединяется с Тимом в команду «Сиськи» для викторины (так называемая trivia night в Британии) Их команда выигрывает благодаря Рики, который ответил на дополнительный вопрос о творчестве Шекспира. Финч оспаривает победу Рики и Тима в неприятной перебранке, Рики называет Финчи и Брента «жалкими человечками». В последней серии первого сезона Брент объявляет об уходе Рики.
Донна (Sally Bretton): О Донне идет речь во второй серии первого сезона, где говорится, что она дочь лучших друзей Брента — Рона и Илэйн, которая приехала в Слау для работы в Wernham Hogg и живёт у Брента. Гарет постоянно неуклюже пытается разговорить Донну, которой, по понятным причинам, не интересно отвечать ему взаимностью. В пятой серии Брент отчитывает её за то, что она не ночевала дома, позже оказывается, что она была с Рики. Почти всегда ходит в розовой блузке.
Карен Роупер (Nicola Cotter): Личная секретарша Дэвида, которую он нанял, настояв на том, что ему нужен человек для работы с папками. Этот факт вызывает возмущение у сотрудников офиса, которые в ближайшем времени могут попасть под сокращение. Брент опозорился перед ней, случайно ударив её в глаз, а также позже, в клубе Chasers. Когда Дженнифер видит её за стойкой около первой секретарши — Доун — и спрашивает, кто это, Дэвид говорит, что в первый раз её видит. Не появляется во втором сезоне, видимо, уволенная по сокращению.
Алекс (Neil Fitzmaurice): Водитель погрузчика, нанятый Брентом для работы на складе, даже несмотря на то, что не сдал экзамен по вождению погрузчика. В последнем эпизоде возмущается по поводу собственного сокращения, но Дэвид и Гарет, вместо внятного ответа, говорят с ним о различиях между карликами, гномами, феями, эльфами и гоблинами.
Нил Годвин (Patrick Baladi): в первом сезоне занимал ту же должность, что и Брент в Суиндонском филиале Wernham Hogg, далее был повышен в должности после того, как Брент не прошёл медицинский тест, и стал непосредственным начальником Брента. Нил молодой, энергичный, обаятельный и компетентный начальник, гораздо лучше Брента. Также ему совсем не сложно рассмешить подчинённых, с которыми у него хорошие отношения. Брент очень оскорбляется, когда Нил делает что-то лучше него, и завидует ему, пытаясь иногда (совершенно глупо, и потому всегда неудачно) подорвать его авторитет в бессмысленных соперничествах. Нилу всё больше надоедает некомпетентность Брента, его неадекватная оценка любой ситуации, и, посоветовавшись с Дженнифер, в конце второго сезона он принимает решение уволить Дэвида.
Рэйчел (Stacey Roca): сотрудница, перешедшая в Слау после ликвидации Суиндонского филиала Wernham Hogg. Рэйчел веселая и привлекательная. На неё одновременно обратили своё внимание и Гарет, и Тим. Позже начала встречаться с Тимом, из-за чего тот стал гораздо меньше общаться с Доун. После того как Гарета в очередной раз обманули и он раскрыл свои планы по соблазнению Рэйчел, он был потрясен тем фактом, что Тим и Рэйчел встречаются. Тем не менее, к концу сезона, когда Рэйчел пытается натолкнуть Тима на более серьёзные отношения, Тим понимает, что ещё не остывшие чувства к Доун гораздо сильнее его симпатии к Рэйчел, и бросает её. В Рождественском выпуске Рэйчел не появляется.
Труди (Rachel Isaac): также пришла из Суиндонского отдела Wernham Hogg. Почти сразу же зарекомендовала себя как душа компании, слившись со «старенькими» из Слауского отдела и широко отпраздновав свой день рождения на вечеринке с морем выпивки. Её непредсказуемая, сексуально-заряженная натура не остаётся незамеченной среди мужской половины коллектива. В начале Рождественского выпуска ведёт себя уже не так вульгарно, тем не менее на вечеринке страстно целуется с Оливером. Не стесняется высказывать Дэвиду всё, что думает о его «стиле управления».
Оливер (Howard Saddler): ещё один бывший сотрудник Суиндона. Оливер хорошо воспитанный, толерантный, лёгкий на подъём и спокойный, что помогает ему, единственному чернокожему в офисе, переносить выходки Дэвида, пытающегося казаться политкорректным, но по сути постоянно оскорбляющего своими шутками, в том числе, Оливера. В Рождественских выпусках рассказывается, что в него влюбилась Шейла из финансового отдела, но на вечеринке его можно заметить страстно целующимся с более уверенной в себе Труди.
Бренда (Julie Fernandez): перешла из Суиндона. Передвигается на инвалидной коляске. Во время учебной тревоги Дэвид, показывая свою толерантность, вместе с Гаретом понёс Бренду на коляске через лестницу на выход, но затем, видя, что затратит на это слишком много сил, бросает её посреди лестницы, потому что «это слишком для какой-то учебной пожарной тревоги». Бренда, как и Оливер, — персонаж, призванный показать пропасть между уверенностью Брента в собственной современности и толерантности и реальным положением дел. Гарет, как и Дэвид, чувствует себя неловко, общаясь с Брендой.
Роуэн (Vincent Franklin): приглашенный специалист, который вёл тренинг в одноименной серии первого сезона. После нескольких выходок Дэвида, который постоянно перетягивал одеяло на себя, уходит со словами: «это пустая трата времени».
Саймон (Matthew Holness): работает компьютерщиком, посещает офис во втором сезоне, чтобы установить файерволл на компьютеры компании, при этом обсуждает с Гаретом творчество Брюса Ли и теорию о том, что он симулировал свою смерть для работы под прикрытием на полицию Гонконга против Триады. Саймон — обладатель рекорда за самый быстрый круг на «СуперКартах».
Рэй (Tom Goodman-Hill) и Джуд (Jennifer Hennessy): Рэй и Джуд работают в консалтинговой фирме, которая организует бизнес-семинары с приглашёнными лекторами — людьми из мира бизнеса. Они предлагают Дэвиду провести тренинг по мотивации, который Брент проводит в слишком оригинальном стиле, что вынуждает их в дальнейшем отказаться от его услуг. Когда Дэвид узнаёт о своём сокращении, он надеется удержаться на плаву, делая больше презентаций, но Рэй и Джуд сообщают ему о своём решении, из-за чего Дэвид в отчаянии просит Нила и Дженнифер не увольнять его.
Хелена (Оливия Колман): появляется в последней серии второго сезона в качестве журналиста специализированной газеты о продаже бумаге, 'Inside Paper'. Берёт интервью у Дэвида и безуспешно пытается перехватить инициативу в разговоре, так как в какой-то момент Дэвид начинает диктовать ей, что писать в статье.
Энни (Elizabeth Berrington): соседка Тима по рабочему столу в Рождественских выпусках, беременна. Раздражает Тима даже больше Гарета, потому что постоянно говорит о себе. Когда Дэвид приглашать выпить кого-нибудь из Офиса, холодно констатирует факт, что это никому не интересно. Такое неприятное замечание вызывает некий дискомфорт у работников офиса, после чего Тим соглашается сходить с Дэвидом. Последняя сцена с её участием — на Рождественской вечеринке, когда она говорит Глинну, рабочему со склада, не курить возле неё, а тот в ответ посылает её, отпустив пару эротических шуток. Энни убегает в слезах, а Тим с Доун обсуждают только что произошедшую сцену, цитируя Глинна: — «Орешки и промежность?» — «По моему, это слишком».
Кэрол (Sandy Hendrickse): девушка, доставшаяся Дэвиду на свидании вслепую во время Рождественской вечеринки, с которой он сразу нашёл общий язык. Понравилась Дэвиду и говорит в самом конце, что тоже не прочь с ним увидеться снова. Когда она уехала, Финчи назвал её «собакой», после чего Дэвид, наконец, собрал всё своё мужество и послал его матом.
The Ogg Monster (Стивен Мёрчант) друг Гарета. Приходит в офис в серии «Comic relief». Его настоящее имя — Нитен. Оказался очень ранимым: когда Брент оскорбляет его из-за выпученных глаз, он убегает почти в слезах.

## Создание
В 1980-е годы Рики Джервейс пытался стать музыкантом, но в конечном итоге устроился ассистентом event-менеджера. В это же время Стивен Мерчант сменил несколько малооплачиваемых работ. В 1997 году оба встретились за работой на радиостанции XFM. Набравшись опыта работы в офисе, Джервейс начал импровизировать и придумал образ регионального менеджера Дэвида Брента. В августе 1998 года Capital Radio приобрёл радиостанцию XFM, а Джервейс и Мерчант уволились. Мерчант стажировался на BBC, где ему дали задание снять документальное кино, и предложил Джервейсу заняться съёмкой документалки про офисных работников. Пара почерпнула идей из реалити-шоу «Средство устранения неполадок», в котором предприниматель Джон Харви-Джонс помогал решать проблемы в компаниях. Джервейс и Мерчант сняли короткометражку под названием «Сомнительный босс» и показали её боссам BBC. Фильм произвёл впечатление и продюсеры стали обсуждать возможность превратить «Сомнительного босса» в сериал.

## Список серий
Всего снято 14 серий — 2 сезона по шесть серий и два Рождественских выпуска.

## «Офисные преимущества» и «Реализация потенциала»
В 2004-м году британский филиал Microsoft организовал съемку двух 20-минутных корпоративных видео, в которых работник Microsoft Джефф (Стивен Мёрчант) брал интервью у Дэвида Брента. Разговор, как и следовало ожидать, не обходится без обычных для Брента выходок, которые приводят Джеффа в ярость, а также некой обиды Брента на успех, который преследует Microsoft. Также, оказывается, Брент верит, что может стать следующим исполнительным директором Microsoft, на что постоянно намекает.
Официального релиза этих видео не было, и ролики появились в интернете только в 2006 году. Они были опубликованы на ютубе и на Гугл Видео. Представитель Microsoft выразил сожаление об утечке материалов в интернет, заметив, что видео «не было предназначено для широкой публики»

## Награды и премии
В 2002 году, сериал был признан лучшей комедией года, а Джервейс лучшим комедийным актером года на British Comedy Awards.
Три года подряд (2001, 2002 и 2003) Джервейс признавался лучшим комедийным актером года на телевидении на британском аналоге Эмми — BAFTA TV, премии Британской Академии кино и телевидения:
В 2004-м году сериал был удостоен премии Золотой Глобус в номинации «Лучший телевизионный сериал — комедия или мюзикл», обойдя такие сериалы, как Замедленное развитие, Детектив Монк, Секс в большом городе и Уилл и Грэйс. Это был единственный раз за последние 25 лет, когда британский сериал был номинирован на Золотой Глобус, и первый раз, когда он его выиграл. Рики Джервейс также был награждён Золотым Глобусом как «Лучший комедийный актёр».
В 2005 сериал, включая два Рождественских выпуска, был номинирован на Эмми в категориях «Лучший кинофильм» и «Лучший сценарий для мини-сериала, кинофильма или драматического спецвыпуска».
В статье журнала Entertainment Weekly «Офис» оказался в списке «лучших явлений последнего десятилетия»: «Мы любим команду Скрэнтона (место действия американского „Офиса“), но сериал Рики Джервейса о работниках-недотепах из английского Слау — безоговорочный чемпион по устраиванию ужасно нелепого ада в тесном помещении»

## Актерский состав
- Рики Джервейс в роли Дэвида Брента
- Мартин Фриман в роли Тима Кантербери
- Макензи Крук в роли Гарета Кинана
- Люси Дэвис в роли Доун Тинзли
- Патрик Балади в роли Нила Годвина
- Ральф Айнсон в роли Криса Финча
- Стёрлинг Галлахер в роли Дженнифер Тэйлор-Кларк
- Ивен Макинтош в роли Кита Бишопа
- Джоэль Бекетт в роли Ли

## Музыка
В 2000-м году Big George сделал новую аранжировку песни «Handbags and Gladrags», написанную в 1960-х Майком Д`Або, бывшим вокалистом группы Manfred Mann.
Было записано три версии:
- небольшой инструментальный отрывок для открывающих титров
- небольшой отрывок с добавлением вокала для закрывающих титров
- альтернативная — полная студийная версия

В качестве вокалиста выступил Фин — вокалист группы Wasted.
В конце четвёртой серии первого сезона «Handbags and Gladrags» звучала в исполнении Рики Джервейса в образе Брента.
В первом сезоне (серия «Тренинг») Джервейс исполняет собственную песню «Free Love Freeway», а в Рождественском выпуске — песню «If You Don’t Know Me by Now». Обе песни включены в полное DVD-издание, включая «Free Love Freeway», записанную под аккомпанемент Ноэля Галлахера. Некоторые копии продавались в магазинах HMV вместе с CD-синглом, состоящим из двух песен. Как Джервейс и Мёрчант сказали на своем шоу на Xfm, одинаковые шансы на попадание в сериал были и у «If You Don’t Know Me by Now», и у песни Кэта Стивенса «Sitting».

## DVD-издания
| Название DVD           | Дата релиза    | Количество серий | дополнительная информация |
| ---------------------- | -------------- | ---------------- | --- |
| Первый сезон           | 7 октября 2003 | 6                | Релиз на двух DVD-дисках, все шесть серий первого сезона. Бонусы — короткометражный фильм Как я снял «Офис», невошедшие кадры, новости Wernham Hogg, словарь Слауского сленга, и жизнь Wernham Hogg`ского персонала. |
| Второй сезон           | 20 апреля 2004 | 6                | DVD-диск, все шесть серий второго сезона. Бонусы — видео-дневник, невошедшие кадры, купюры, и словарь Слауского сленга. |
| Рождественские выпуски | 16 ноября 2004 | 2                | DVD-диск, два 45-минутных Рождественских выпуска. Бонусы — документальный фильм о съемках Рождественских выпусков, полная версия клипа Дэвида Брента на кавер-версию песни «If You Don’t Know Me by Now», короткометражки о съемках «Freelove Freeway» и поездке на «Золотой Глобус». |
| Полная коллекция       | 16 ноября 2004 | 14               | Релиз на четырёх DVD-дисках, 2 сезона и два 45-минутных Рождственских выпуска. Бонусы — фильм Как я снимал офис, фильм о съемке Рождественских выпусков The Office: Closed for Business, комментарии о втором Рождественском выпуске, невошедшие кадры, купюры, видео-дневник, полная версия видеоклипа Дэвида Брента на кавер-версию песни «If You Don’t Know Me by Now», короткометражки о съемках «Freelove Freeway» и поездке на «Золотой Глобус». |

## Продолжение
В 2016 году вышел фильм «Дэвид Брент: Жизнь в дороге». Действие фильма разворачивается спустя 15 лет после событий, описанных в сериале. Стивен Мёрчант не принимал участия в создании фильма.
Незадолго до выхода фильма были выпущены сингл и клип Lady Gypsy в исполнении Дэвида Брента.

## Интересные факты
Существует скетч под названием «Офис: Средиземье», опубликованный на официальной странице программы на YouTube. Фильм-пародию решено было снять, поскольку Мартин Фримен, исполнитель одной из ролей, снялся в кинотрилогии «Хоббит». В пятиминутном видео в офисе компании работают герои произведений Толкина. Среди сотрудников фирмы — Бильбо Бэггинс (которого играет Фримен), Гэндальф, Голлум, эльфы и орки.